# Ford Granada (Vereinigte Staaten, 1975–1980)
Der Ford Granada der Modelljahre 1975 bis 1980 ist ein ausschließlich als Stufenhecklimousine angebotener Mittelklasse-Pkw des Automobilkonzerns Ford, der vor allem auf dem nordamerikanischen Markt verkauft wurde. Er ist die erste der dortigen, zwei Generationen umfassenden Granada-Reihe. Das nach amerikanischen Maßstäben kompakte Auto war im Betrieb vergleichsweise wirtschaftlich und gehörte zu den erfolgreichsten Ford-Modellen in den Jahren der Ölpreiskrise. Andererseits war er mit seiner simplen Technik und seinen ausgeprägten Dekorelementen ein typischer Vertreter der Malaise Era. Ein baugleiches Schwestermodell stand bei der Konzernmarke Mercury unter der Bezeichnung Monarch im Programm; außerdem ist der Lincoln Versailles eng mit dem Granada verwandt.

## Entstehungsgeschichte

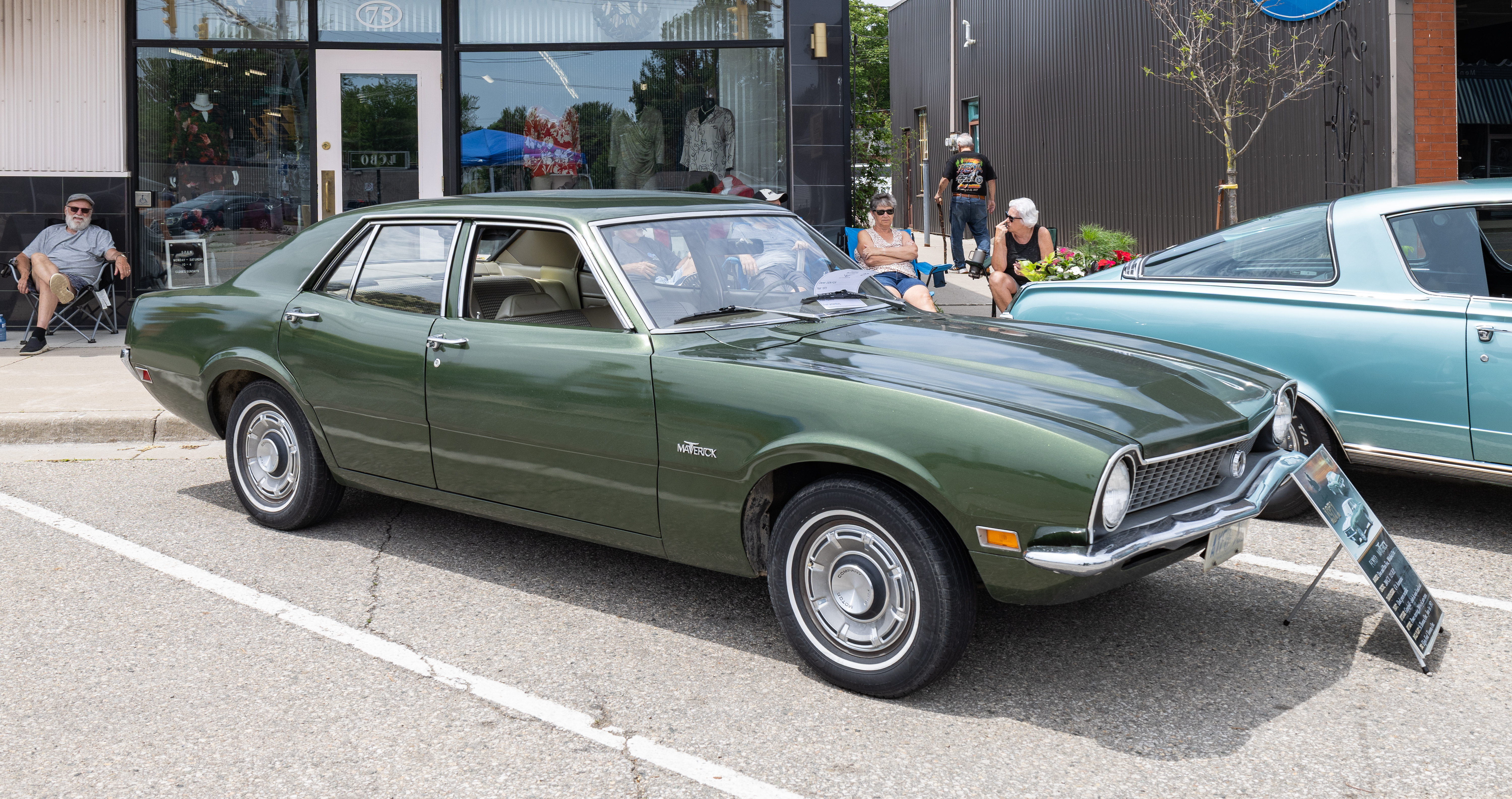
Vorgänger: Ford Maverick

In den 1960er-Jahren hatte Ford in der Kompaktklasse den Falcon angeboten, der eines der erfolgreichsten amerikanischen Autos seines Jahrzehnts war. Unterhalb des Falcon rangierte der 1969 eingeführte kompakte Maverick, über ihm der größere und schwerere Torino als Intermediate-Modell. 1971 begann Ford mit der Entwicklung des Granada. Er sollte einerseits der Nachfolger für den Maverick sein und außerdem die Rolle des zwischenzeitlich eingestellten Falcon ausfüllen. Weil angesichts der 1973 beginnenden Ölpreiskrise in den USA die Nachfrage nach kleinen, wirtschaftlichen Autos stark anstieg, behielt Ford den Maverick noch bis 1977 im Programm. Der Granada kam zum Modelljahr 1975 hinzu. Um ihn vom annähernd gleich großen Maverick abzugrenzen, positionierte Ford den Granada durch eine bessere Ausstattung in einem höheren Marktsegment.
In der gleichen Zeit wie der Granada erschien bei der Konkurrenzmarke Chevrolet die Neuauflage des Nova, die im selben Marktsegment wie der Granada angesiedelt war. Er war in den ersten Jahren der Hauptkonkurrent des Granada.
Der Granada stand bis 1976 neben dem Intermediate-Modell Torino im Ford-Programm, danach bis 1979 neben dem Torino-Nachfolger LTD II. Zum Modelljahr 1981 führte Ford die zweite Generation des Granada ein, die sowohl die erste Granada-Serie als auch den LTD II ersetzte. Der neue Granada hatte ähnliche Abmessungen wie die erste Generation, war aber leichter. Technisch war sie eine nur oberflächlich abgewandelte Version des Ford Fairmont.

## Modellbeschreibung

### Fahrwerk
Der Ford Granada hat eine selbsttragende Karosserie. Er verwendet die Bodengruppe des viertürigen Maverick, die ihrerseits eng mit der Technik des Ford Falcon verwandt ist. Die Abmessungen – insbesondere der Radstand – sind gleich, und die Fahrwerks- und Aufhängungsteile beider Modelle haben starke Bezüge zueinander. Die Vorderräder sind an Querlenkern mit Schraubenfedern einzeln aufgehängt; hinten ist es eine Starrachse mit Blattfedern.

### Karosserie
Die Karosserie des Granada ist ein eigenständiger Entwurf, der stilistisch keine Bezüge zu anderen zeitgenössischen Ford-Modellen hat. Die Granada-Karosserie ist sachlicher und gradliniger gehalten als die des rundlichen Maverick und der größeren Torino- und LTD-II-Modelle. Ziel der Designer war es, eine europäisch anmutende Form zu entwerfen. Stilistisch orientiert sich der Granada an der zeitgenössischen S-Klasse von Mercedes-Benz, die in den USA sehr erfolgreich war. Darauf wurde auch wiederholt in der Werbung hingewiesen. Einige Autoren erkannten in der Form der C-Säule außerdem Ähnlichkeiten mit dem von Tom Tjaarda gestalteten italienischen Gran-Turismo-Coupé De Tomaso Longchamp.
Den Granada gab es nur als Limousine mit zwei oder vier Türen. Die zweitürige Limousine war mit sehr breiten Türen und breiter B-Säule gestaltet. Dadurch waren die hinteren Seitenfenster auffallend schmal.  Sie wurden teilweise (irreführend) als Opera Window beschrieben. Im Gegensatz zu den größeren Fords gab es weder beim Vier- noch beim Zweitürer Hardtops oder rahmenlose Türen.
Das Design des Granada wurde in seiner sechsjährigen Produktionszeit nur geringfügig verändert. Während die größeren Fords, allen voran der zeitgenössische LTD, jährlich stilistische Modifikationen erhielten, gab es beim Granada nur einmal – zum Modelljahr 1978 – eine neu gestaltete Frontmaske, bei der die Scheinwerfer über den Blinkern angeordnet wurden. Mit dieser Gestaltung zitierte Ford die Frontpartie des Mercedes-Benz Strich-Acht. Der Rest des Aufbaus blieb in allen Jahren gleich.

### Motorisierung und Kraftübertragung
Ford setzte im Granada weitestgehend bekannte Motoren ein, die in ihrer Grundkonstruktion teilweise veraltet waren. Basismotorisierungen waren in allen Modelljahren Reihensechszylindermotoren; gegen Aufpreis waren verschiedene Achtzylinder-V-Motoren erhältlich.
In den ersten Jahren lag das Hauptaugenmerk weniger auf der Verbrauchseffizienz als vielmehr am Emissionsverhalten der Motoren. Bei Einführung des Granada im Herbst 1974 erfüllte das Auto bereits die Abgasvorschriften, die zum Modelljahr 1976 angekündigt waren. Ford erreichte diese Werte in erster Linie durch Absenkung der Motorleistung. Das führte dazu, dass die Basismotorisierung, ein 3,3 Liter großer Reihensechszylinder, 1975 lediglich 76 PS abgab und der nächstgrößere Motor mit 4,1 Liter Hubraum bei höherem Drehmoment nur 72 PS leistete. Mit voranschreitender Forschung stiegen die Leistungswerte in den folgenden Jahren schrittweise an.
Die Kraft übertrug je nach Ausstattung ein handgeschaltetes Getriebe mit drei oder vier Gängen und Knüppel- oder Lenkstockschaltung, wahlweise war für alle Motoren eine Dreigangautomatik erhältlich.
| Übersicht über die Motorisierungen                              |                |                                 |                                 |                                 |                                 |                                 |                                 |                                 |                            |                            |                            |                            |                            |                            |                            |                            |
|                                                                 |                | Reihensechszylinder-Ottomotoren | Reihensechszylinder-Ottomotoren | Reihensechszylinder-Ottomotoren | Reihensechszylinder-Ottomotoren | Reihensechszylinder-Ottomotoren | Reihensechszylinder-Ottomotoren | Reihensechszylinder-Ottomotoren | Achtzylinder-V-Ottomotoren | Achtzylinder-V-Ottomotoren | Achtzylinder-V-Ottomotoren | Achtzylinder-V-Ottomotoren | Achtzylinder-V-Ottomotoren | Achtzylinder-V-Ottomotoren | Achtzylinder-V-Ottomotoren | Achtzylinder-V-Ottomotoren |
| Hubraum                                                         | cui            | 200                             | 200                             | 200                             | 250                             | 250                             | 250                             | 250                             | 255                        | 302                        | 302                        | 302                        | 302                        | 351                        | 351                        | 351                        |
| Hubraum                                                         | cm³            | 3273                            | 3273                            | 3273                            | 4093                            | 4093                            | 4093                            | 4093                            | 4178                       | 4942                       | 4942                       | 4942                       | 4942                       | 5766                       | 5766                       | 5766                       |
| Leistung                                                        | SAE-PS (netto) | 76                              | 81                              | 96                              | 72                              | 90                              | 97                              | 98                              | 119                        | 122                        | 134                        | 137                        | 139                        | 135                        | 143                        | 152                        |
| Modelljahr                                                      | 1975           | S                               | –                               | –                               | O                               | –                               | –                               | –                               | –                          | O                          | –                          | –                          | –                          | –                          | O                          | –                          |
| Modelljahr                                                      | 1976           | –                               | S                               | –                               | –                               | O                               | –                               | –                               | –                          | –                          | O                          | –                          | –                          | –                          | –                          | O                          |
| Modelljahr                                                      | 1977           | –                               | –                               | S                               | –                               | –                               | –                               | O                               | –                          | O                          | –                          | –                          | –                          | O                          | –                          | –                          |
| Modelljahr                                                      | 1978           | –                               | –                               | –                               | –                               | –                               | S                               | –                               | –                          | –                          | –                          | –                          | O                          | –                          | –                          | –                          |
| Modelljahr                                                      | 1979           | –                               | –                               | –                               | –                               | –                               | S                               | –                               | –                          | –                          | –                          | O                          | –                          | –                          | –                          | –                          |
| Modelljahr                                                      | 1980           | –                               | –                               | –                               | –                               | S                               | –                               | –                               | O                          | –                          | O                          | –                          | –                          | –                          | –                          | –                          |
| S = Serienausstattung; O = aufpreispflichtige Wunschausstattung |                |                                 |                                 |                                 |                                 |                                 |                                 |                                 |                            |                            |                            |                            |                            |                            |                            |                            |

### Ausstattungslinien

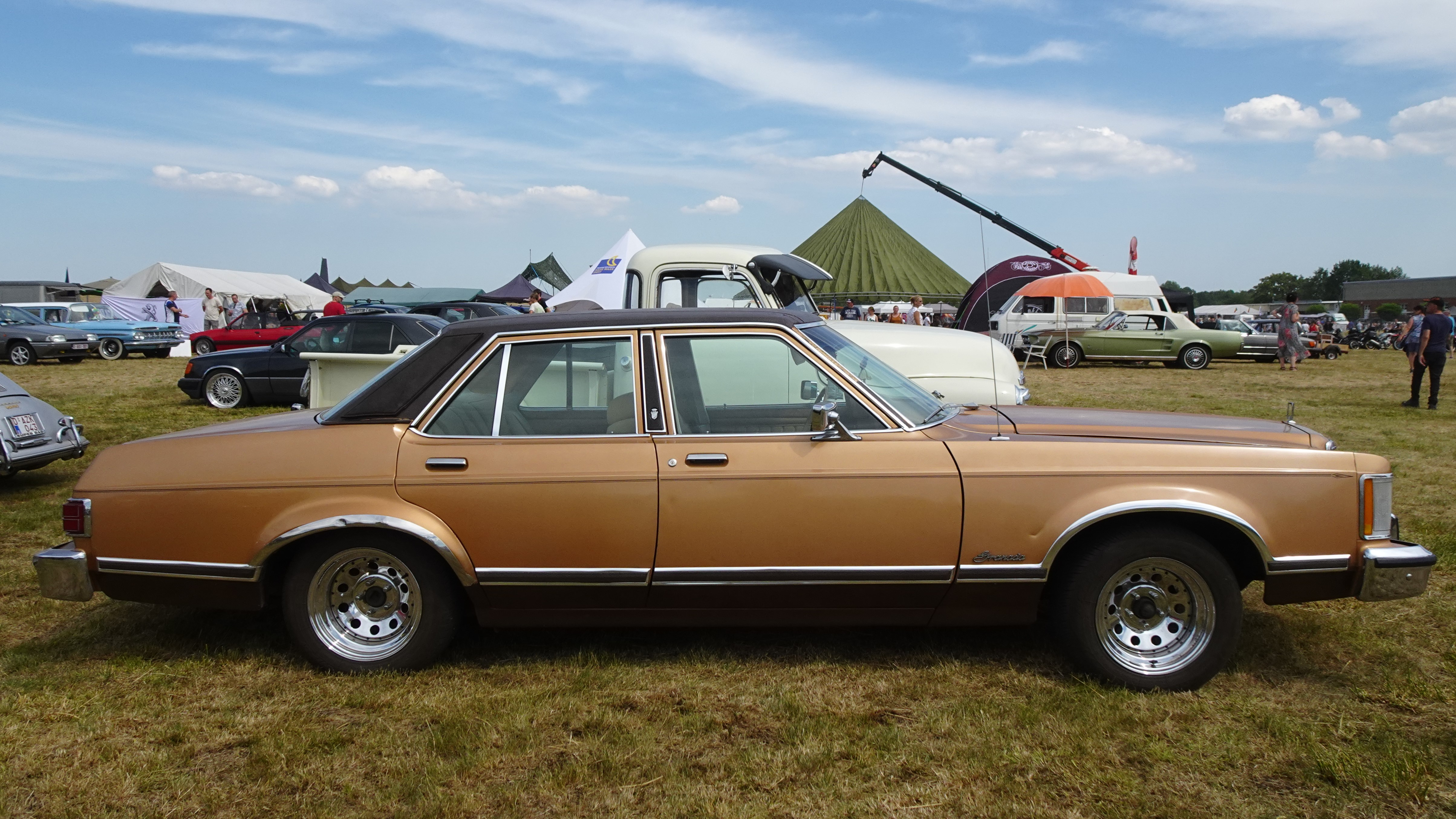
Luxusversion: Ford Granada Ghia

Der Ford Granada war in allen Modelljahren in einer Basisversion und in einer höherwertigen Ghia-Ausstattung erhältlich. Daneben gab es unterschiedliche Linien mit sportlicher Aufmachung:
- 1976 und 1977 war der zweitürige Granada als Sports Coupé erhältlich. Neben Einzelsitzen und speziell gestalteten Felgen gehörten eine straffere Federung und stärkere Bremsen zu diesem Ausstattungspaket.

- Mit Einführung des Facelift zum Modelljahr 1980 ersetzte die ESS-Linie das Sports Coupé. ESS stand für European Sports Sedan. Dieses Paket war sowohl für den Zwei- als auch für den Viertürer erhältlich. Seine Zusammenstellung entsprach im Grundsatz der des bisherigen Sports Coupé.[4]

## Preise
Die Basispreise für den Granada lagen zwischen denen für den kleineren Ford Maverick und denen für den größeren Torino bzw. LTD II, allerdings waren sie näher am größeren als am kleineren Modell. Die viertürige Granada-Limousine stand 1975 in der Basisversion mit 3.756 US-$ im Programm. Der viertürige Maverick war 700 US-$ günstiger, der viertürige Torino 200 US-$ teurer. Diese Abstände hielt Ford bis zur Produktionseinstellung des Granada annähernd bei.

## Produktion
Der amerikanische Granada war ein Erfolg. Der Wagen verkaufte sich in allen Produktionsjahren besser als die größeren Modelle Torino und LTD II, die größer und unwirtschaftlicher waren. In der Literatur wird der erfolgreiche Granada als Fords wichtigstes Auto der 1970er-Jahre angesehen: Das Auto sei ähnlich wie der Mustang zehn Jahre zuvor zielgenau auf die Bedürfnisse der Kunden zugeschnitten gewesen und habe Ford dabei geholfen, die schwierigen Jahre der Ölkrisen zu überstehen.
| Modelljahr | Ford Granada | Mercury Monarch |
| ---------- | ------------ | --------------- |
| 1975       | 302.658      | 103.936         |
| 1976       | 548.784      | 145.823         |
| 1977       | 390.579      | 127.697         |
| 1978       | 249.786      | 091.714         |
| 1979       | 182.376      | 075.879         |
| 1980       | 090.429      | 030.518         |
| Gesamt     | 1.764.612    | 575.567         |

## Technische Daten
|                                     | 3,3 R6                                                                 | 4,1 R6                                                                 | 4,2 V8                                                                 | 4,9 V8                                                                 | 5,8 V8                                                                 |
| ----------------------------------- | ---------------------------------------------------------------------- | ---------------------------------------------------------------------- | ---------------------------------------------------------------------- | ---------------------------------------------------------------------- | ---------------------------------------------------------------------- |
| Bauzeit                             | 1975–1978                                                              | 1975–1980                                                              | 1980                                                                   | 1975–1980                                                              | 1975–1978                                                              |
| Motor                               | Sechszylinder Reihenmotor                                              | Sechszylinder Reihenmotor                                              | Achtzylinder V-Motor                                                   | Achtzylinder V-Motor                                                   | Achtzylinder V-Motor                                                   |
| Hubraum                             | 3.273 cm³                                                              | 4.093 cm³                                                              | 4.178 cm³                                                              | 4.942 cm³                                                              | 5.766 cm³                                                              |
| Bohrung × Hub                       | 93,52 × 79,4 mm                                                        | 93,52 × 99,31 mm                                                       | 93,5 × 76,2 mm                                                         | 101,62 × 76,2 mm                                                       | 101,62 × 88,9 mm                                                       |
| Leistung                            | 76 PS 81 PS 96 PS                                                      | 72 PS 90 PS 97 PS 98 PS                                                | 119 PS                                                                 | 122 PS 134 PS 137 PS 139 PS                                            | 135 PS 143 PS 152 PS                                                   |
| Verdichtung                         | 8,3:1                                                                  | 8,0:1                                                                  | 8,0:1                                                                  | 8,0:1                                                                  | 8,0:1                                                                  |
| Gemischaufbereitung                 | Einfachvergaser, Carter                                                | Einfachvergaser, Carter                                                | Einfachvergaser, Carter                                                | Doppelvergaser, Ford                                                   | Doppelvergaser, Ford                                                   |
| Ventilsteuerung                     | hängende Ventile, seitliche, bei V-Motoren zentrale Nockenwelle        | hängende Ventile, seitliche, bei V-Motoren zentrale Nockenwelle        | hängende Ventile, seitliche, bei V-Motoren zentrale Nockenwelle        | hängende Ventile, seitliche, bei V-Motoren zentrale Nockenwelle        | hängende Ventile, seitliche, bei V-Motoren zentrale Nockenwelle        |
| Kühlung                             | Wasserkühlung                                                          | Wasserkühlung                                                          | Wasserkühlung                                                          | Wasserkühlung                                                          | Wasserkühlung                                                          |
| Getriebe                            | Manuelles Dreiganggetriebe; Auf Wunsch: Automatisches Dreiganggetriebe | Manuelles Dreiganggetriebe; Auf Wunsch: Automatisches Dreiganggetriebe | Manuelles Dreiganggetriebe; Auf Wunsch: Automatisches Dreiganggetriebe | Manuelles Dreiganggetriebe; Auf Wunsch: Automatisches Dreiganggetriebe | Manuelles Dreiganggetriebe; Auf Wunsch: Automatisches Dreiganggetriebe |
| Radaufhängung vorn                  | Querlenker mit Schraubenfedern                                         | Querlenker mit Schraubenfedern                                         | Querlenker mit Schraubenfedern                                         | Querlenker mit Schraubenfedern                                         | Querlenker mit Schraubenfedern                                         |
| Radaufhängung hinten                | Starrachse mit Blattfedern                                             | Starrachse mit Blattfedern                                             | Starrachse mit Blattfedern                                             | Starrachse mit Blattfedern                                             | Starrachse mit Blattfedern                                             |
| Bremsen                             | vorn Scheibenbremsen / hinten Trommelbremsen                           | vorn Scheibenbremsen / hinten Trommelbremsen                           | vorn Scheibenbremsen / hinten Trommelbremsen                           | vorn Scheibenbremsen / hinten Trommelbremsen                           | vorn Scheibenbremsen / hinten Trommelbremsen                           |
| Karosserie                          | Selbsttragend, Stahlaufbau                                             | Selbsttragend, Stahlaufbau                                             | Selbsttragend, Stahlaufbau                                             | Selbsttragend, Stahlaufbau                                             | Selbsttragend, Stahlaufbau                                             |
| Radstand                            | 2.790 mm                                                               | 2.790 mm                                                               | 2.790 mm                                                               | 2.790 mm                                                               | 2.790 mm                                                               |
| Abmessungen (Länge × Breite × Höhe) | 5.020 × 1.880 × 1.355 mm                                               | 5.020 × 1.880 × 1.355 mm                                               | 5.020 × 1.880 × 1.355 mm                                               | 5.020 × 1.880 × 1.355 mm                                               | 5.020 × 1.880 × 1.355 mm                                               |
| Leergewicht                         | 1.480 kg                                                               | 1.515 kg                                                               | 1.503 kg                                                               | 1.563 kg                                                               | 1.595 kg                                                               |
| Höchstgeschwindigkeit               | 140 km/h                                                               | 145 km/h                                                               | 164 km/h                                                               | 160 km/h                                                               | 175 km/h                                                               |
| Verbrauch auf 100 km                | 13,0 Liter                                                             | 15,0 Liter                                                             | 14,9 Liter                                                             | 17,0 Liter                                                             | 20,0 Liter                                                             |

## Varianten des Granada

### Mercury Monarch

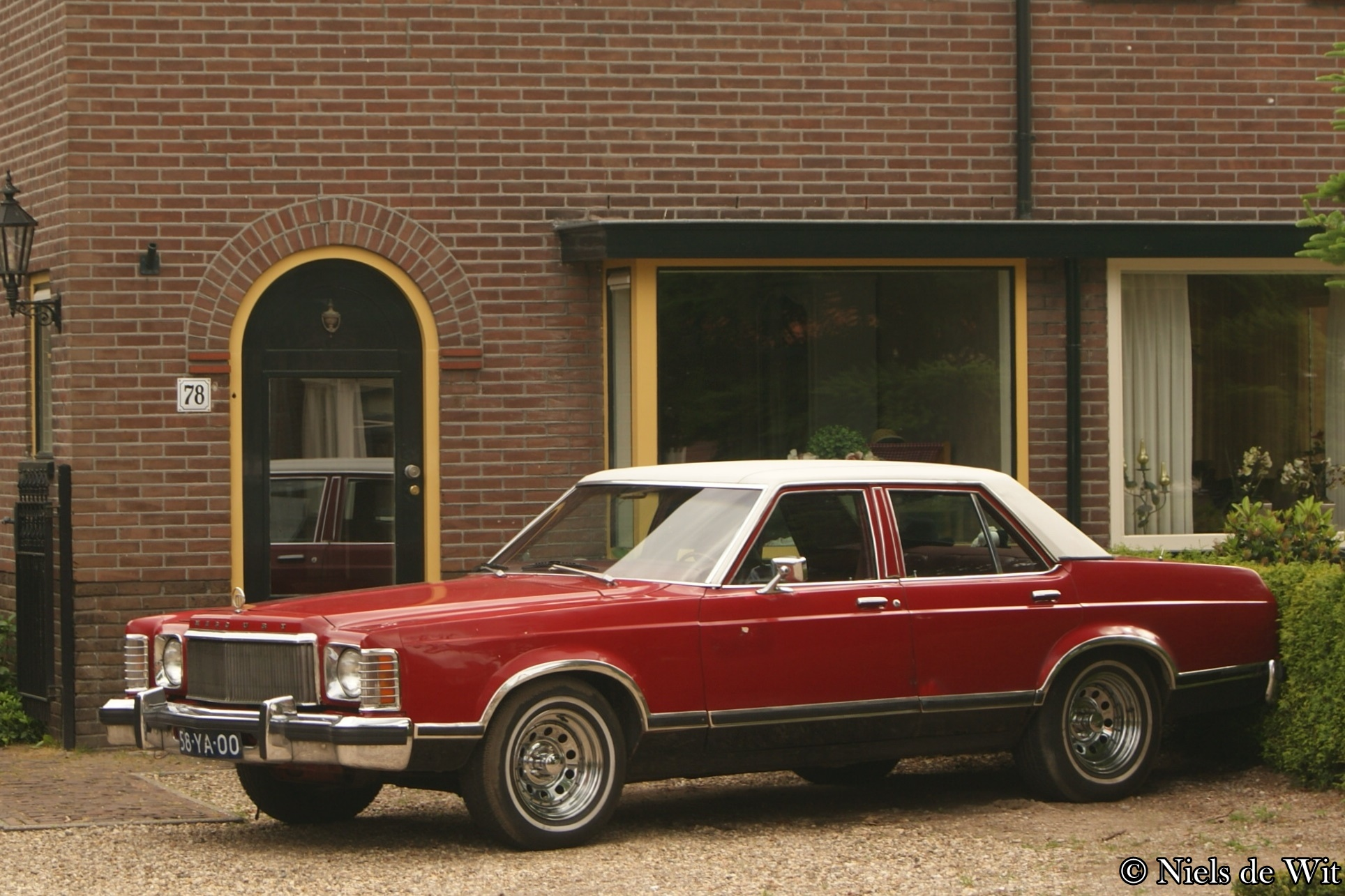
Mercury Monarch Ghia Sedan (1977)

Fords Schwestermarke Mercury bot eine eigene Version des Granada unter der Bezeichnung Monarch an, dieser war äußerlich nahezu identisch mit dem Granada. Als Unterscheidungsmerkmal diente in erster Linie der Kühlergrill: Während die Ford-Version einen horizontal und vertikal gegliederten Grill aufwies, hatte der Monarch einen markentypischen, mit senkrechten Chromstreben verzierten Grill. Auch die Heckleuchten beider Versionen unterschieden sich geringfügig. Der Monarch war geringfügig besser ausgestattet als der Granada und kostete jeweils etwa 100 bis 150 $ mehr. Die Produktion des Monarch blieb aber deutlich hinter der des Granada zurück.

### Lincoln Versailles

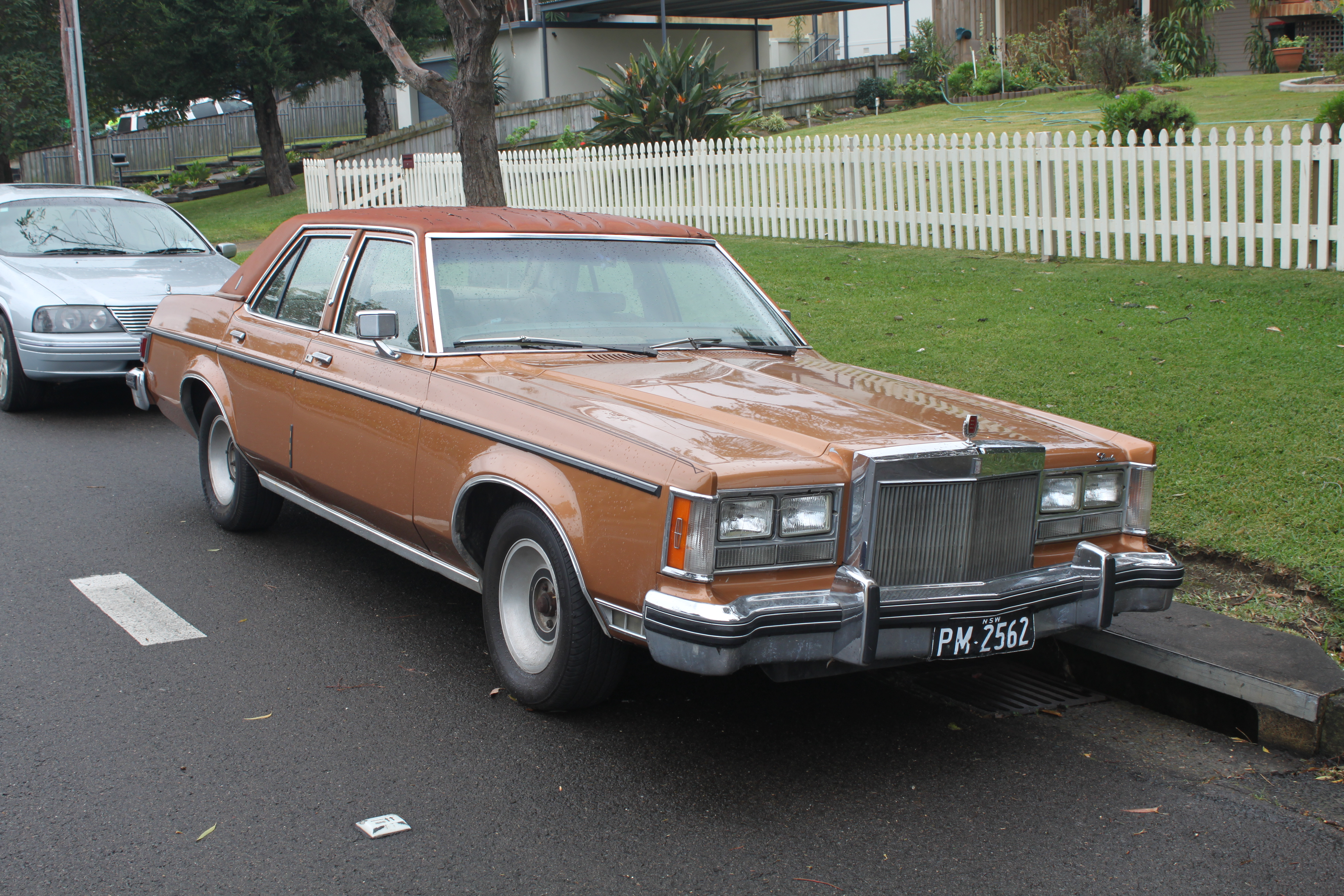
Lincoln Versailles

Auch der 1977 vorgestellte Lincoln Versailles war vom Granada abgeleitet. Er war im Luxuswagensegment positioniert und sollte mit dem erfolgreichen Cadillac Seville konkurrieren, der seinerseits gegen hochpreisige Importwagen wie den Mercedes-Benz „Strich-Acht“ antrat. Lincolns Version war mehr als doppelt so teuer wie ein Granada, unterschied sich von dem Basisfahrzeug aber äußerlich kaum. Der Versailles hatte vier eckige Frontscheinwerfer, ein mit Kunstleder bezogenes Dach und einen Kofferraumdeckel mit einer an die Lincoln Mark Series erinnernden Wölbung, die an ein stehendes Reserverad erinnern sollte. Ansonsten waren die Blechteile der Autos gleich. Der Versailles war kein Erfolg, die äußerlich wahrnehmbare Nähe zum einfachen Granada wurde von den Kunden als unattraktiv empfunden. In vier Jahren entstanden lediglich etwa 50.000 Versailles.